# 一苇书坊
一苇书坊是位於中華人民共和國四川省成都市玉林社区彩虹街的一家獨立書店，成立於2019年10月底。面積60平方米。該書店名字來自於法国哲学家布萊茲·帕斯卡說過的話「人是一根有思想的芦苇」。書店除了賣書外，還賣咖啡、茶饮、威士忌、精酿啤酒以及一些文创产品。書店每週還會舉辦沙龙。書店老闆是生於1988年的廖宇。主理人是阿俊。